# Janine Smit
Janine Smit (Heerenveen, 18 april 1991) is een voormalig Nederlands langebaanschaatsster die tot seizoen 2010/2011 voor Jong Oranje schaatste. Vanaf seizoen 2010/2011 maakte zij deel uit van de Control-ploeg. Op 4 mei 2012 werd bekend dat zij de overstap van Control naar Team Liga had gemaakt, vervolgens te schaatsen bij Team AfterPay en in seizoen 2018/2019 weer terug te keren bij het Gewest Fryslân. Smit was gespecialiseerd op de sprintafstanden.

## Biografie
Smit begon haar schaatscarrière bij het Gewest Fryslân op 16-jarige leeftijd. In 2009 was ze deelnemer aan het wereldkampioenschap schaatsen voor junioren in Zakopane, waar ze 8e werd op de 500 en 10e op de 1000 meter. Haar debuut bij de senioren kwam tijdens het NK Sprint 2009. Afgelopen seizoen reed ze het NK afstanden 2010. Ze reed daar de 500m en 1000m die ze beëindigde op een respectievelijk zeventiende en elfde plaats. Bij het Nederlands kampioenschap sprint in datzelfde jaar finishte ze op een verrassende 6e plek.
Op de WK junioren 2010 behaalde ze de bronzen medaille op de 500 meter, op de 1000 en 1500 meter werd ze respectievelijk vierde en tiende. Op 13 november 2010 reed ze op IJsbaan Twente een nieuw baanrecord op de 500 meter, voor het eerst onder de 40-secondengrens: 39,91.
Op 13 november 2015 verving ze Marrit Leenstra in Calgary op de 500 meter. Een week later heeft ze ook op diezelfde afstand Jorien ter Mors vervangen in Salt Lake City.
Op 29 december 2018 werd ze Nederlands kampioene op de 500 meter.
Eind december 2020 nam Smit afscheid van de professionele schaatssport.

## Persoonlijke records
| Afstand    | Tijd    | Datum            | Baan       |
| ---------- | ------- | ---------------- | ---------- |
| 500 meter  | 38,21   | 27 december 2020 | Heerenveen |
| 1000 meter | 1.15,97 | 27 januari 2019  | Heerenveen |
| 1500 meter | 2.02,09 | 28 februari 2010 | Berlijn    |
| 3000 meter | 4.30,69 | 24 oktober 2009  | Berlijn    |

## Resultaten
| Jaar | NK Afstanden                | NK Sprint | WK Afstanden          | WK Junioren                 |
| ---- | --------------------------- | --------- | --------------------- | --------------------------- |
| 2009 |                             | 12e       |                       | 8e 500m 10e 1000m           |
| 2010 | 17e 500m 11e 1000m          | 6e        |                       | 500m · 4e 1000m · 10e 1500m |
| 2011 | 7e 500m 11e 1000m 16e 1500m | 9e        |                       |                             |
| 2012 | 6e 500m 10e 1000m           | 9e        |                       |                             |
| 2013 | 9e 500m 10e 1000m           | 10e       |                       |                             |
| 2014 | 8e 500m 14e 1000m           | 9e        |                       |                             |
| 2015 | 9e 500m 7e 1000m            | 6e        |                       |                             |
| 2016 | 500m · 7e 1000m             | 5e        | 18e 500m              |                             |
| 2017 | 8e 500m 7e 1000m            | 6e        |                       |                             |
| 2018 | 5e 500m 14e 1000m           |           |                       |                             |
| 2019 | 500m · 7e 1000m             | 4e        | 21e 500m · teamsprint |                             |
| 2020 | 10e 500m 12e 1000m          | 6e        |                       |                             |
| 2021 | 8e 500m 16e 1000m           | 9e        |                       |                             |